# Calama
Calama – miasto w północnym Chile, położone w Andach, nad rzeką Loa.

## Dane ogólne
- Liczba ludności: 143.085 (2005)
- Położenie geograficzne: 22°28' S 68°56' W

## Historia
Calama założona została w XVII wieku. Prawa miejskie osada otrzymała 23 marca w 1879 r. 
Obecnie miasto jest ośrodkiem przemysłu chemicznego, huta miedzi, w pobliżu największa w świecie odkrywkowa kopalnia rud miedzi Chuquicamata.

## Współpraca
- Arad, Izrael
- Palpalá, Argentyna
- Salta, Argentyna
- Ibarra, Ekwador
- San Salvador de Jujuy, Argentyna
- Potosí, Boliwia
- Córdoba, Argentyna